# Renault 19
Renault 19 — автомобиль французской компании Renault, выпускавшийся между 1988 и 2000 годом. Модель имела четыре варианта кузова: трёх- и пятидверный хетчбэк, седан (в соответствии с политикой отказа от номерных обозначений моделей получил собственное наименование Chamade) и кабриолет (собственное наименование Cabriolet). На автомобиль устанавливали восемь бензиновых и дизельных моторов, а общее число модификаций Renault 19 было больше ста.
Одна из наиболее популярных моделей Renault. В начале 90-х годов Renault 19 был одной из самых массовых иномарок в России[значимость факта?].

## Дорестайлинговые версии

### Начало производства
Работы над проектом X53 (так назывался будущий Renault 19) начались ещё в ноябре 1984 года. Дизайн X53 был разработан подразделением концерна «Renault Design» в сотрудничестве с известным итальянским дизайнером Джорджетто Джуджаро из «Italdesign».
Компьютерные моделирование очень помогло в разработке проекта X53, особенно благодаря первым 3D-моделям (автоматизированное проектирование). Для производства деталей кузова стали применяться станки с ЧПУ. Клиновидный дизайн кузова позволил R19 добиться низкого коэффициента лобового сопротивления, равного 0.31 единиц.
Renault 19 был впервые представлен в июне 1988 года, а продажи у официальных дилеров во Франции начались в сентябре 1988 года. Модель 19 рассматривалась как замена устаревшим Renault 9 и 11, которые к концу 1980-х годов морально устарели.
Renault 19 стал оснащаться новой линейкой силовых агрегатов Renault E-type (также известные как «Energy») объёмом 1,4 л и F-type объёмом 1,7 л. В базовых комплектациях первоначально использовались двигатели OHV C-type Cléon объёмом 1,2 и 1,4 л, в зависимости от рынка. Хотя первоначально дизельные двигатели были только атмосферными, в начале 1992 года появилась версия с турбонаддувом.
Изначально Renault 19 производился в кузове хетчбэк, однако уже в 1989 году в модельном ряду появился седан под названием Chamade, чтобы отличать его от хетчбэка. Версия в кузове седан была выпущена в 1989 году. Во многих странах название Chamade было исключено после рестайлинга 1992 года, а некоторые заменили ее надписью Europa.

В октябре 1990 в продажу поступила спортивная версия Renault 19 GTI, оснащенная 16-клапанным двигателем объемом 1,8 л. и мощностью 135-140 л. с. От обычной R19 она отличалась аэродинамическими спойлерами на порогах, крышке багажника, иной формой бамперов и фирменными легкосплавными дисками. Благодаря более низкому клиренсу, переднему и заднему спойлеру, R19 16V достигла улучшенного значения коэффициента, равного 0.30 единиц. 
- Трёхдверный хетчбэк Renault 19 (1988—1992)
- Четырёхдверный хетчбэк Renault 19 (1988—1992)
- Renault 19 Chamade (1989—1992)
- Renault 19 Chamade вид сзади

### Renault 19 16S
Двухдверный кабриолет Renault 19 16S (в некоторых странах назывался просто 16V) был впервые показан в самом конце 1988 года, хотя в продаже появился лишь осенью 1990 года. Кабриолет также как и Renault 19 GTI имел 16-клапанный двигатель. Буква «S» в названии по-французски означает клапаны, а 16 — их количество. Производством кабриолетов занималась фирма «Karmann» (ФРГ).
Помимо кузова кабриолет отличался воздухозаборниками на капоте, задним спойлером, 15-дюймовыми легкосплавными дисками «Speedline SL401». Багажник у кабриолета был очень маломестным — всего 255 литров.
В салоне устанавливались спортивные сиденья «Recaro» с кожаной отделкой, а тормозная система оборудовалась ABS с дополнительным бортовым компьютером, кондиционером и электрическим люком в крыше. Также в кабриолете была применена система защиты пассажиров при переворачивании автомобиля.

В течение 1990-х годов кабриолет Renault 19 стал одной из самых популярных моделей в классе открытых автомобилей. 
- Кабриолет Renault 19 (1990—1992)
- Вид сзади (1990—1992)
- Салон
- Кабриолет Renault 19 (1992—1996)
- Вид сзади (1992—1996)

### Награды
Renault 19 имеет ряд международных наград:
- Автомобиль года в Испании (1989);
- Самый продаваемый импортный автомобиль в Германии (1989);
- Автомобиль года в Ирландии (1990);
- Автомобиль года в Аргентине (1993).

## Рестайлинг (1992-2000)
Летом 1992 года была представлена обновлённая модель R19 с обновлёнными бамперами, скошенной передней оптикой и задними фонарями, радиаторной решёткой и капотом. Для стран с правосторонним движением R19 получили новую приборную панель и интерьер. Для остальных стран в салоне сохранился оригинальный дизайн.
С подтяжкой лица, меньшие силовые агрегаты серии Renault E-type постепенно заменили старые моторы, а 1,8-литровые двигатели появились в более дорогих комплектациях, где они заменили более мощные 1,7-литровые двигатели F3N.

В 1996 году на замену R19 появилась более современная Renault Megane, которая окончательно сменила R19 в Европе. Платформа и ходовая часть R19 по-прежнему будут использоваться при замене первого поколения Renault Megane, который просуществовал ещё семь лет.
- Хетчбэк Renault 19 (1992—1996)
- Renault 19 (1992—1996). Вид сзади
- Седан Renault 19 Europa (1992—1996)
- Седан. Вид сзади

## Производство
R19 продавался в большинстве стран Европы до 1996 года. Производство R19 традиционно было налажено на заводах в Испании и Франции. Там производили R19 для европейских стран вплоть до 1996 года, пока модель не была заменена на Renault Megane.
В 1995 году сборка R19 была налажена в Турции, где собирались рестайлинговые R19 для рынков стран СНГ и Ближнего Востока.
С начала 1999 года сборка модели Renault 19 была организована в Москве на заводе «Автофрамос».
С начала 1990-х годов R19 производился также на автосборочных заводах Renault до 2000 года в Аргентине и Венесуэле, а в Колумбии R19 собирали до 2001 года.
Тайваньская компания «San Fu Motors» начала производство двух версий R19 из французских машинокомплектов в начале 1990 года, рассчитывая на ежемесячный выпуск 1000 автомобилей.
Всего было произведено более 5,9 миллиона Renault 19.

## Двигатели

### До рестайлинга (1988—1992)
- 19 TR 1.2, 55 л. с.
- 19 TR 1.4, 65 л. с.
- 19 TS 1.4, Energy 80 л. с.
- 19 TD 1.9, 65 л. с.
- 19 GTR 1.4, 65 л. с.
- 19 GTS 1.7, 80 л. с.
- 19 GTS 1.4, Energy 80 л. с.
- 19 GTX 1.7, 92 л. с.
- 19 GTD 1.9, 65 л. с.
- 19 Turbo D 1.9, 95 л. с.
- 19 TSE 1.4e, 80 л. с.
- 19 TXE 1.7, 93 л. с.
- 19 TXE 1.8, 95 л. с.
- 19 Turbo DX 1.9, 95 л. с.
- 19 TXI 1.7ie, 107 л. с. (1989—1992)
- 19 16V 1.8, 140 л. с. (1990—1992)
- 19 GTS v8 1.8, 140 л .с. (1990—1992)

### После рестайлинга (1992—1997)
- 19 RL 1.2e, 60 л. с.
- 19 RL 1.4, 65 л. с.
- 19 RL 1.4e, 80 л. с.
- 19 RLd 1.9, 70 л. с.
- 19 RN 1.4e, 80 л. с.
- 19 RN 1.7, 73 л. с.
- 19 RN 1.8, 95 л. с.
- 19 RNd 1.9, 70 л. с.
- 19 RNdT 1.9, 95 л. с.
- 19 RT 1.6, 78 л. с.
- 19 RT 1.7, 73 л. с.
- 19 RT 1.8, 88 л. с.
- 19 RT 1.8, 95 л. с.
- 19 RT 1.8ie, 115 л. с.
- 19 RTd 1.9, 70 л. с.
- 19 RTdT 1.9, 95 л. с.
- 19 RSi 1.8ie, 117 л. с.
- 19 Baccara 1.8, 95 л. с.
- 19 Baccara 1.8ie, 115 л. с.
- 19 16v 1.8, 140 л. с.

### 1997—2000
- 19 RL / Europa 1.4, 65 л. с.
- 19 RL / Europa 1.6, 90 л. с.
- 19 RL / Europa 1.4e, 80 л. с.
- 19 RLd / Europa 1.9, 70 л. с. 19 RN / Latitude 1.4e, 80 л. с.
- 19 RN / Latitude 1.4e, 80 л. с.
- 19 RN / Latitude 1.6, 74 л. с.
- 19 RN / Latitude 1.6i, 78 л. с.
- 19 RN / Latitude 1.7, 92 л. с.
- 19 RN / Latitude 1.8, 95 л. с.
- 19 RNd / Latitude 1.9, 70 л. с.
- 19 RNdT / Latitude 1.9, 95 л. с.
- 19 RNdTi / Latitude 1.9, 100 л. с.
- 19 RT / Alizé 1.4e, 80 л. с.
- 19 RT / Alizé 1.7, 92 л. с.
- 19 RT / Alizé 1.8, 95 л. с.
- 19 RT / Alizé 1.8ie, 115 л. с.
- 19 RTd / Alizé 1.9, 70 л. с.
- 19 RTdT / Alizé 1.9, 95 л. с.
- 19 RTdTi / Alizé 1.9, 100 л. с.
- 19 RSi 1.8ie, 115 л. с.
- 19 Baccara 1.8, 95 л. с.
- 19 Baccara 1.8ie, 115 л. с.
- 19 16v 1.8, 140 л. с.